# Zidane Yáñez
Zidane Antonio Yáñez (Union, Nueva Jersey, Estados Unidos, 26 de enero de 2008) es un futbolista estadounidense de origen chileno y puertorriqueño que juega como delantero en el New York City F. C. de la Major League Soccer.
Nacido en Estados Unidos, es hijo de padre chileno y madre puertorriqueña.

## Primeros años
Empezó a jugar al fútbol a los tres años. De niño jugó al baloncesto.

## Trayectoria
Como jugador juvenil se incorporó a la cantera del New York Red Bulls. En 2021 se incorporó a la cantera del New York City F. C.

## Selección nacional
Fue convocado para jugar con la selección sub-15 de Puerto Rico en 2023. Luego pasó a jugar con la selección sub-15 de Chile en el Campeonato Sudamericano de Fútbol Sub-15 de 2023. En noviembre de 2023 fue convocado a una concentración de la selección sub-16 de Estados Unidos.

## Estilo de juego
Actúa principalmente como delantero. Es conocido por su capacidad para crear oportunidades de ataque.

## Vida personal
Nació de madre puertorriqueña y padre chileno. Tiene un hermano mayor.

## Estadísticas

### Clubes
Actualizado al último partido disputado el 15 de septiembre de 2024.
| Club                                  | Div.          | Temporada     | Liga  | Liga  | Liga   | Copas nacionales | Copas nacionales | Copas nacionales | Copas internacionales | Copas internacionales | Copas internacionales | Total | Total | Total  |
| Club                                  | Div.          | Temporada     | Part. | Goles | Asist. | Part.            | Goles            | Asist.           | Part.                 | Goles                 | Asist.                | Part. | Goles | Asist. |
| ------------------------------------- | ------------- | ------------- | ----- | ----- | ------ | ---------------- | ---------------- | ---------------- | --------------------- | --------------------- | --------------------- | ----- | ----- | ------ |
| New York City F. C. II Estados Unidos | 3.ª           | 2024          | 1     | 0     | 0      | ―                | ―                | ―                | ―                     | ―                     | ―                     | 1     | 0     | 0      |
| New York City F. C. II Estados Unidos | Total club    | Total club    | 1     | 0     | 0      | 0                | 0                | 0                | 0                     | 0                     | 0                     | 1     | 0     | 0      |
| New York City F. C. Estados Unidos    | 1.ª           | 2024          | 0     | 0     | 0      | 0                | 0                | 0                | —                     | —                     | —                     | 0     | 0     | 0      |
| New York City F. C. Estados Unidos    | Total club    | Total club    | 0     | 0     | 0      | 0                | 0                | 0                | 0                     | 0                     | 0                     | 0     | 0     | 0      |
| Total carrera                         | Total carrera | Total carrera | 0     | 0     | 0      | 0                | 0                | 0                | 0                     | 0                     | 0                     | 0     | 0     | 0      |

### Selecciones
| Selección      | Temporada | Amistosos | Amistosos | Amistosos | Sudamérica | Sudamérica | Sudamérica | Mundial | Mundial | Mundial | Total | Total | Total  |
| Selección      | Temporada | Part.     | Goles     | Asist.    | Part.      | Goles      | Asist.     | Part.   | Goles   | Asist.  | Part. | Goles | Asist. |
| -------------- | --------- | --------- | --------- | --------- | ---------- | ---------- | ---------- | ------- | ------- | ------- | ----- | ----- | ------ |
| Sub-15 · Chile | 2024      | ―         | ―         | ―         | 6          | 5          | 0          | ―       | ―       | ―       | 6     | 5     | 0      |
| Sub-15 · Chile | Total     | 0         | 0         | 0         | 6          | 5          | 0          | 0       | 0       | 0       | 6     | 5     | 0      |
| Sub-17 · Chile | 2025      | ―         | ―         | ―         | 6          | 1          | 0          | ―       | ―       | ―       | 3     | 1     | 0      |
| Sub-17 · Chile | Total     | 0         | 0         | 0         | 6          | 5          | 0          | 0       | 0       | 0       | 3     | 1     | 0      |